# South Mimms
South Mimms (auch South Mymms) ist ein Dorf und Civil parish in Hertfordshire. Es ist Teil des Borough of Hertsmere.

## Geschichte
Zusammen mit Potters Bar gehörte South Mimms zur Grafschaft Middlesex, bis diese 1965 in Greater London aufging. Bis zu diesem Zeitpunkt war South Mimms das nördlichste Dorf in Middlesex. Während des Zweiten Weltkriegs wohnte Wilhelmina der Niederlande in South Mimms. Bei einem Luftangriff auf das Dorf wurden zwei ihrer Leibwächter getötet. Ein Gebäude innerhalb des Ortes wurde lange Zeit als Sanatorium für Tuberkuloseerkrankte genutzt.

## Verkehr
South Mimms liegt unweit einer Kreuzung zwischen der Autobahn M25, die ringförmig um London herumführt, und der Fernstraße A1, die London mit Edinburgh verbindet. Die an dieser Kreuzung gelegene Autobahnraststätte ist nach dem Ort benannt. Der nächste Bahnhof befindet sich in Potters Bar. Von dort aus erreicht man mit Zügen der Gesellschaft First Capital Connect den Bahnhof King’s Cross in der Londoner Innenstadt sowie King’s Lynn in Norfolk.